# Baróti István
Baróti István (Csíkszentdomokos, 1940. október 24. – 2014. június 23.) magyar orgonaművész, tanár.

## Életpályája

### Képzése
Orgonaművész-tanári oklevelét 1967-ben szerezte a budapesti Liszt Ferenc Zeneművészeti Főiskolán Pécsi Sebestyén, majd Gergely Ferenc növendékeként.

### Oktatói munkája
A budapesti II. kerületi Járdányi Pál zeneiskolában kifejtett négy évtizedes pedagógiai munkássága során fiatal orgonisták nemzedékeit indította el útján. Tanítványai közül számosan nyertek felvételt közvetlenül az alapfokú zeneoktatásból a Liszt Ferenc Zeneművészeti Főiskolára, és szerepeltek eredményesen hazai és külföldi nemzetközi zenei versenyeken.
1980-tól az Esztergomi Érseki Hittudományi Főiskolán, 1992-től a Liszt Ferenc Zeneművészeti Egyetem egyházzenei tanszakán is tanít.

### Esztergom orgonistája és karnagya
1975-től az esztergomi Főszékesegyház orgonistája és karnagya, a Főszékesegyház újjáépülő orgonájának tervezője.
A Főszékesegyház felszentelésének kerek évfordulóin a bazilika Strigonium énekkarának karnagyaként vezényelte Liszt Esztergomi miséjét, melyet a Magyar Rádió 1986-ban egyenes adásban közvetített. Kórusával rendszeresen megszólaltatta Liszt többi miséjét és számos motettát is.

### Előadói tevékenysége
Liszt Ferenc vallási témájú műveinek egyik legkiemelkedőbb magyarországi tolmácsolója. Repertoárján szerepel Liszt összes orgonaműve, és orgonaátiratot készített a Funérailles című zongoraművéből. Hazai hangversenyei mellett több európai országban (Németország, Franciaország, Románia, Csehország, Olaszország, Ausztria) vendégszerepelt.

### Orgonatervezés
Orgonaszakértőként részt vett Magyarország orgonáinak teljes felmérésében (1985–88) és számos orgona tervezésében. Az esztergomi bazilika orgonájának folyamatban lévő felújítása mellett a Nemzeti Hangversenyterem orgonája hangképének, diszpozíciójának tervezője, építésének művészeti szakértője volt.

### Temetése
2014. július 18-i temetésén zsúfolásig megtelt az Esztergomi Bazilika. A szentmisét Németh János plébános 25 paptársával koncelebrálta. Nekrológot Németh János plébános, Lantos István és Tardy László mondtak. A gyászszertartást megelőzőleg a Baróti-növendékek – Deák László, Pásztor Rajmund, Finta Gergely, Kiss Zsolt, Szabó Imre, Enyedi Pál, Kováts Péter – orgonahangversennyel emlékeztek mesterükre, akinek hamvait a székesegyház altemplomában helyezték örök nyugodalomra.

### Tardy László nekrológja
A Cecília Egyesület, a kántor és karnagy kollégák nevében szeretnék néhány gondolatot elmondani Baróti Istvánról. Ám előbb engedjék meg, hogy az előttem szóló Lantos István professzor derűs emlékeihez még egyet hozzá tegyek.
Amikor 1981-ben Pistával és néhány orgonista társával a csehországi Kronovba utaztunk, hogy a Mátyás templom felújított orgonáját az egykori Rieger orgonagyárban megvizsgáljuk, Baróti István egyszer csak Johann Strauss keringőket kezdett játszani a hangszeren – kotta nélkül. A gyár dolgozóival együtt mindnyájan egyik ámulatból a másikba estünk, és még ma is sajnálom, hogy fotós útitársunk video készüléke éppen akkor romlott el. Miután befejezte a bemutatót elárulta: odahaza az esztergomi Bazilikában éjszaka, ha egyedül van, ilyeneket is szokott játszani az Úristennek. „És biztos vagyok benne – mondta, – hogy ő is örömét leli benne.” Hiszem, hogy odaát most már az angyalok lejtenek táncot az ujjai alól kifutó keringők, polkák, valcerek hangjaira.
Az orgonaművész, tanár, karnagy Baróti István sokoldalú, színes egyéniségét egyetlen szóban lehet összefoglalni: a Mester.
Mestere volt a hangszerének: ez nem csak annyit jelentett, hogy amíg egészsége, fizikai ereje lehetővé tette, virtuóz módon szólt a keze alatt az orgona. A hangszerek adottságait kiválóan ismerte, így a legelőnyösebb, a leggazdagabb hangzást tudta nyújtani még az egyszerű, szerény kivitelű orgonákon is néhány regiszter változatos kombinációjával.
Mesteri módon tudta kihasználni a templom, a hangversenyterem nyújtotta akusztikai adottságokat, az abban rejlő lehetőségeket, különösen ennek a székes-egyháznak hosszan csengő visszhangját.
Mestere volt a keze alatt megszólaló művekben rejlő zeneszerzői üzenetek kifürkészésének. Emlékezetes pillanat maradt számomra, amikor egy orgonavizsgán a növendékeknek és a tanárkollégáknak megmutatta: a Mercedes mise Sanctus tételében hogyan rejtette el Werner atya a hangszer legnagyobb mesterének, Bach nevének hangjegyeit az orgona szólamban.
Mestere volt a tanításnak: a kezdő orgonistáknak, a művész-pályára készülőknek és a nála tanácsért vagy bírálatért bekopogtató kollégáknak mindig tudott útravalót, tovább lendítő kritikát, távolabbra mutató gondolatokat mondani.
Mestere volt az énekkari munkának: az igényes próbákon túl baráti társasággá tudta kovácsolni a keze alatt éneklőket. Ők most mind mesterük nélkül maradtak – a tanítványok széles körével együtt, akik az évtizedek folyamán egyre nagyobb számban gyűltek köré. A Marczibányi téri Zeneiskola, a Harmat Artúr Kántorképző, a Kántortovábbképző és karnagyképző, az Egyházzenei tanszak növendékei és tanárkollégái nemcsak mesterük okos tanácsait, a tőle kapott zenei élményt fogják hiányolni, hanem leginkább azt, ami lelke legmélyén állandóan tevékeny volt, ami őt belülről, izzította, hajtotta, nagy, nagy szeretetét szeretetét.
Ez táplálta a liturgiáért vállalt szolgálatait, ez hevítette a Főszékesegyház orgonájáért vívott harcaiban, ez tette gyakran érdessé, keménnyé szavait a hibák, a hiányok láttán. Igényes ember volt: még a jóval is ritkán elégedett meg, mert úgy látta: lehet még jobb, sőt, a legjobbat akarta.
Itt, a Bazilika falai között volt igazán otthon. „Beszélő és hallgató” viszonyban volt az épület minden részével, de leginkább a tabernákulummal. Az éjszaka órái voltak számára a legbensőségesebbek: a gyakorlás, az elmélkedő improvizációk, a megtalált új hangzások utáni csendben hallotta visszhangozni azt a szeretetet, amivel őt a Teremtő megajándékozta, s amit ő oly bőkezűen ajándékozott tovább az őt körülvevőknek. Leginkább azonban erre a Székesegyházra pazarolta, amely most szerény viszonzásul földi maradványainak ad otthont a végső napig.
Drága Pista, nyugodj békében.